# Patrick Troughton
Patrick George Troughton (ur. 25 marca 1920 w Mill Hill; zm. 28 marca 1987 w Columbus) – angielski aktor filmowy, telewizyjny i teatralny, występował w roli drugiego wcielenia Doktora w brytyjskim serialu science-fiction pt. Doktor Who.

## Dzieciństwo i lata młodości
Troughton urodził się 25 marca 1920 roku w Mill Hill, (obecnie część Londynu), jako syn żołnierza Aleca Troughtona i Dorothy Offord, którzy wzięli ślub w 1914 roku w Edmonton. Miał starszego brata, Aleca Roberta (1915-1994) i młodszą siostrę Mary Edith (1923-2005). Troughton uczył się w szkole Mill Hill School. W marcu 1937 roku, kiedy się jeszcze uczył, zagrał w produkcji J.B. Priestleya pt. Bees on the Boat Deck. W późniejszym czasie Troughton uczył się w szkole aktorskiej Embassy School of Acting, gdzie wygrał stypendium Leighton Rallius Studios na John Drew Memorial Theatre w Nowym Jorku. W 1939 roku Troughton dołączył do Tonbridge Repertory Company.
W 1940 roku wstąpił do Royal Navy i działał tam do zakończenia II wojny światowej.

## Kariera

### Początki
Po zakończeniu wojny Troughton powrócił do grania w teatrze. Grał z Amersham Repertory Company, the Bristol Old Vic Company i Pilgrim Players w Mercury Theatre. W 1947 zadebiutował w telewizji, grając Thomasa Culpeppera w filmie telewizyjnym pt. The Rose Without a Thorn. W  1948 po raz pierwszy zagrał w filmach kinowych pt. Hamlet oraz Escape. W 1953 roku zagrał w mini-serialu Robin Hood, grając tytułową postać. Wówczas stał się pierwszym aktorem, który zagrał tę postać w produkcji telewizyjnej.
W latach 50. i na początku lat 60. grał w dużej ilości filmów takich jak: Wyspa skarbów, Ryszard III, Upiór w operze, Jazon i Argonauci czy Gorgona

### Doktor Who

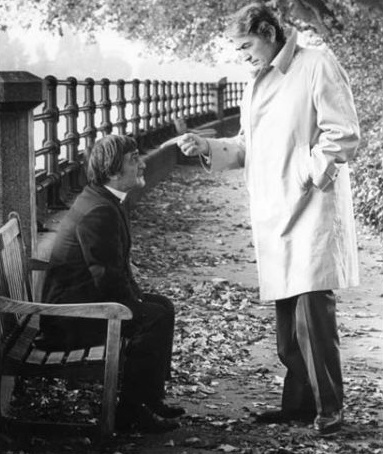
Troughton i Gregory Peck w filmie Omen (1976)

W 1966 roku producent serialu Doktor Who, Innes Lloyd szukał zamiennika Williama Hartnella, który w tamtym czasie wcielał się w główną postać serialu, Doktora. Przetrwanie serialu było wówczas zależne od widzów akceptujących innego aktora w tej roli. Lloyd w późniejszym czasie stwierdził, że Hartnell zaproponował Patricka Troughtona mówiąc: „Jest tylko jeden człowiek w Anglii, który może przejąć [tę rolę], a jest to Patrick Troughton”. Lloyd kierując się wyborem Troughtona na to stanowisko kierował się jego rozległym i wszechstronnym doświadczeniem jako aktor charakterystyczny. Twórca serialu, Sydney Newman zaproponował by on grał na styl „kosmicznego włóczęgi” w formie Charliego Chaplina, co ostatecznie zostało wzorem gry aktorskiej dla Troughtona w tym serialu. Troughton stał się pierwszym aktorem, grającym Doktora, którego twarz została użyta w czołówce serialu. W historii The Enemy of the World Troughton grał poza swoją rolą Doktora, także jego przeciwnika – Salamandera.
W czasie gry w serialu Troughton unikał rozgłosu i rzadko udzielał wywiadów. W jednym z nich powiedział: „Myślę, że występowanie [w serialu] to magia. Jeśli powiem ci wszystko o sobie to ją zepsuje”. Po latach powiedział, że przy jego kolejnych wywiadach ma największe obawy o to że zbyt wiele rozgłosu ograniczy jego możliwości aktorstwa charakterystycznego po opuszczeniu roli.
W latach 60. i 70. BBC z oszczędności niszczyło lub ścierało wybrane odcinki. Wśród nich znalazły się odcinki Doktora Who z udziałem Patricka Troughtona (pełną listę można zobaczyć tutaj). Troughton uznał, że wystąpił w wystarczającej ilości odcinków i w 1969 roku postanowił odejść. Decyzja ta była również częściowo motywowana strachem przed identyfikowaniem go tylko z tej roli.
Troughton po opuszczeniu serialu powrócił do niego gościnnie jeszcze trzy razy. W 1973 roku wystąpił u boku Jona Pertwee i Williama Hartnella w historii The Three Doctors, która została specjalnie napisana na uczczenie 10-lecia istnienia serialu. 10 lat później, w 1983 roku na wniosek ówczesnego producenta serialu, Johna Nathana-Turnera, zgodził pojawić się w historii pt. The Five Doctors na 20-lecie Doktora Who wraz z wieloma innymi aktorami występującymi na przestrzeni lat w serialu. Pojawił się również na konwencie połączonymi z uroczystościami rocznicowymi w Longleat. Troughton cieszył się z powrotu do programu, tak bardzo, że zgodził się na kolejny powrót w 1985 roku w historii The Two Doctors.
W związku z pięćdziesiątnicą serialu Doktor Who, w 2013 roku wyemitowano specjalny dramat dokumentalny pt. An Adventure in Space and Time opisujący początki istnienia serialu. Wśród postaci w filmie występuje również Patrick Troughton, którego gra Reece Shearsmith.

### Po Doktorze Who

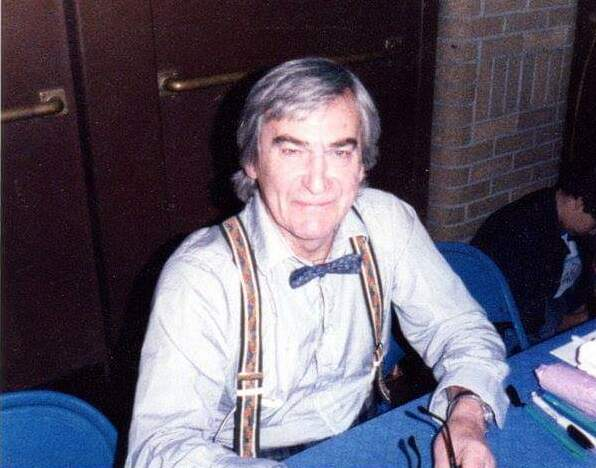
Troughton w 1986

Po odejściu z serialu Doktor Who w 1969 roku, Troughton zagrał w wielu filmach i produkcjach telewizyjnych.  Wśród ról  filmowych można wymienić rolę Klove w filmie Ukąszenie Draculi z 1970, złodzieja ciał w Frankenstein i potwór z piekła z 1974, ojca Brennana w Omen z 1976 oraz Melanthius w Sindbad i oko tygrysa z 1977. Gościnnie aktor wystąpił w takich serialach jak: Partnerzy, Coronation Street czy Kosmos 1999.

## Problemy zdrowotne i śmierć
Zdrowie Troughtona nigdy nie było całkowicie wytrzymałe i w późniejszym życiu nie chciał zaakceptować porady swojego lekarza, że rozwinęła się poważna choroba serca przez przepracowanie i stres. Doznał dwóch poważnych ataków serca: w 1979 i 1984 roku - oba uniemożliwiły mu pracę na kilka miesięcy. Po każdym z tych ataków Troughton dostawał ostrzeżenia od swojego lekarza, które nadal były ignorowane przez napięty harmonogram występów telewizyjnych i filmowych.
27 marca 1987 roku, 2 dni po swoich 67 urodzinach, Troughton był gościem na konwencie science-fiction Magnum Opus Con w Columbus w Stanach Zjednoczonych. Podczas drugiego dnia konwentu (28 marca), o godz. 7:25, dostał trzeciego i ostatniego ataku serca. Według ratowników, którzy przybyli na miejsce, zmarł na miejscu.

## Rodzina
Troughton ożenił się ze swoją pierwszą żoną, Margaret w 1943 roku. Niedługo po urodzeniu trzeciego dziecka, aktor postanowił opuścić swoją żonę Margaret i ich trójkę dzieci, aby być w związku partnerskim z Ethel Margaret „Bunny” Nuens. Z „Bunny” również miał trójkę dzieci i nigdy się z nią nie ożenił. W 1976 roku ożenił się z Sheilą Dunlop.
Troughton miał szóstkę dzieci (dwie córki, czterech synów):
- Joanna Melling, ilustratorka i pisarka dziecięcych książek[15] (ur. 1947 z małżeństwa z Margaret)
- David Troughton, aktor[16] (ur. 1950 z małżeństwa z Margaret)
- Michael Troughton, aktor[15] (ur. 1955 z małżeństwa z Margaret)
- Jane Troughton (ur. 1956 ze związku z „Benny”)
- Peter Patrick Troughton (ur. 1957 ze związku z „Bunny”)
- Mark Troughton, pastor kościoła ewangelickiego w Yorku[14] (ur. 1959 ze związku z „Bunny”)

Wnuki Troughtona znane z jakiejś dziedziny życia to:
- Sam Troughton, aktor[15] (syn Davida Troughtona)
- Jim Troughton, krykiecista[17] (syn Davida Troughtona)
- Harry Melling, aktor[15] (syn Joanny Melling)

## Filmografia
- Hamlet (1948) jako aktor grający króla
- Wyspa skarbów (1950) jako Roach
- Robin Hood (1953; serial TV) jako Robin Hood
- Ryszard III (1955) jako Tyrell
- Upiór w operze (1962) jako łowca szczurów
- Jazon i Argonauci (1963) jako Fineus
- Gorgona (1964) jako inspektor Kanof
- Królowa Wikingów (1967) jako Tristram
- Doktor Who (1966-1969, gościnnie 1973, 1983, 1985; serial TV) jako Doktor
- Ukąszenie Draculi (1970) jako Klove
- Frankenstein i potwór z piekła (1974) jako złodziej ciał
- Omen (1976) jako o. Brennan
- Sindbad i oko tygrysa (1977) jako Melanthius